# 모시물통이
모시물통이는 한반도 각처 들의 그늘진 습지에 나는 한해살이풀로서 높이는 30~50cm이다. 전체에 털이 없고, 원줄기는 곧게 자라며, 물기가 많고, 연녹색이다. 잎은 마주나며 끝이 뾰족하며, 길이 2~10cm, 가장자리에 삼각상 톱니가 있다. 꽃은 암수한그루로 취산꽃차례이며 녹색이고 잎겨드랑이에 달린다. 수꽃은 꽃덮이 2장, 수술 2개이다. 암꽃은 꽃덮이 3장, 꽃덮이는 길이가 서로 다르다. 열매는 수과이고 납작한 난형이다. 개화기는 8~9월이며 어린잎 줄기는 식용한다.